# 訃報 1979年1月
訃報 1979年1月（ふほう 1979ねん1がつ）では、1979年（昭和54年）1月中に物故した、又は物故が報じられた人物についてまとめる。

## （1日 - 15日）

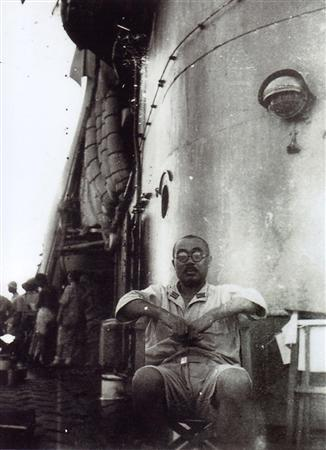
工藤俊作／1月12日没

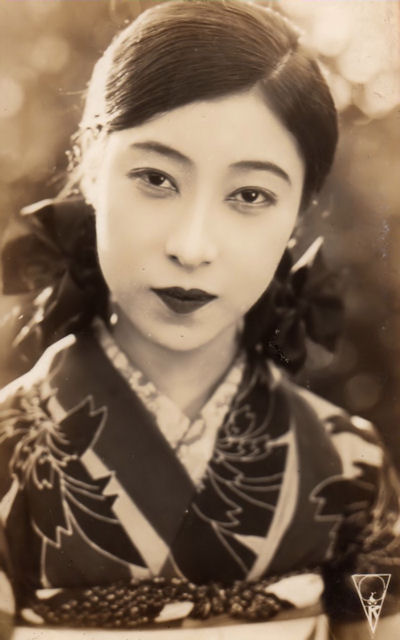
八雲恵美子／1月13日没

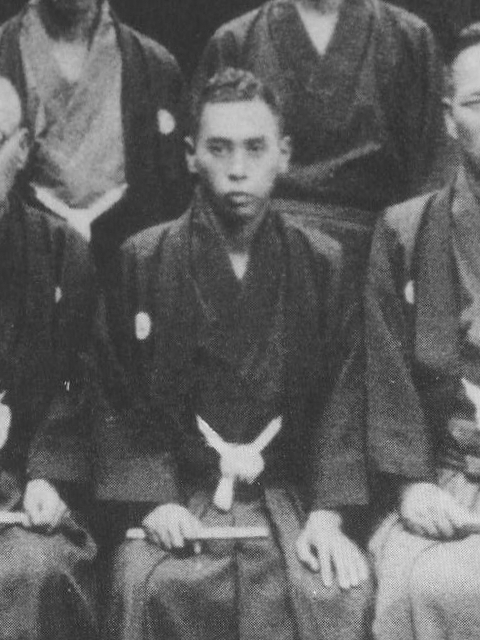
大野源一／1月14日没

- 1月2日 - 宿谷栄一、実業家・政治家（* 1894年）
- 1月4日 - 河村又介、法学者・最高裁判所裁判官（* 1894年）
- 1月5日 - 小町谷操三、商法学者（* 1893年）
- 1月5日 - 大石千代子、小説家（* 1907年）
- 1月6日 - 高松三太、騎手・調教師（* 1919年）
- 1月11日 - 澤村三木男、株式会社文芸春秋四代目社長（* 1909年）
- 1月11日 - 石田龍次郎、地理学者（* 1904年）
- 1月11日 - 蓮實重康、美術史学者（* 1904年）
- 1月12日 - 工藤俊作、海軍軍人（* 1901年）
- 1月12日 - 香西精、英文学者・能楽研究者（* 1902年）
- 1月13日 - 八雲恵美子、元芸妓・元女優・実業家（* 1903年）
- 1月14日 - 大野源一、将棋棋士（* 1911年）
- 1月15日 - 田中西二郎、翻訳家（* 1907年）
- 1月15日 - 小倉康臣、ヤマト運輸創業者（* 1889年）

## （16日 - 31日）

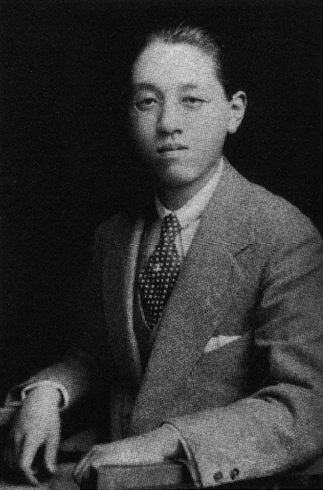
大田黒元雄1月23日没

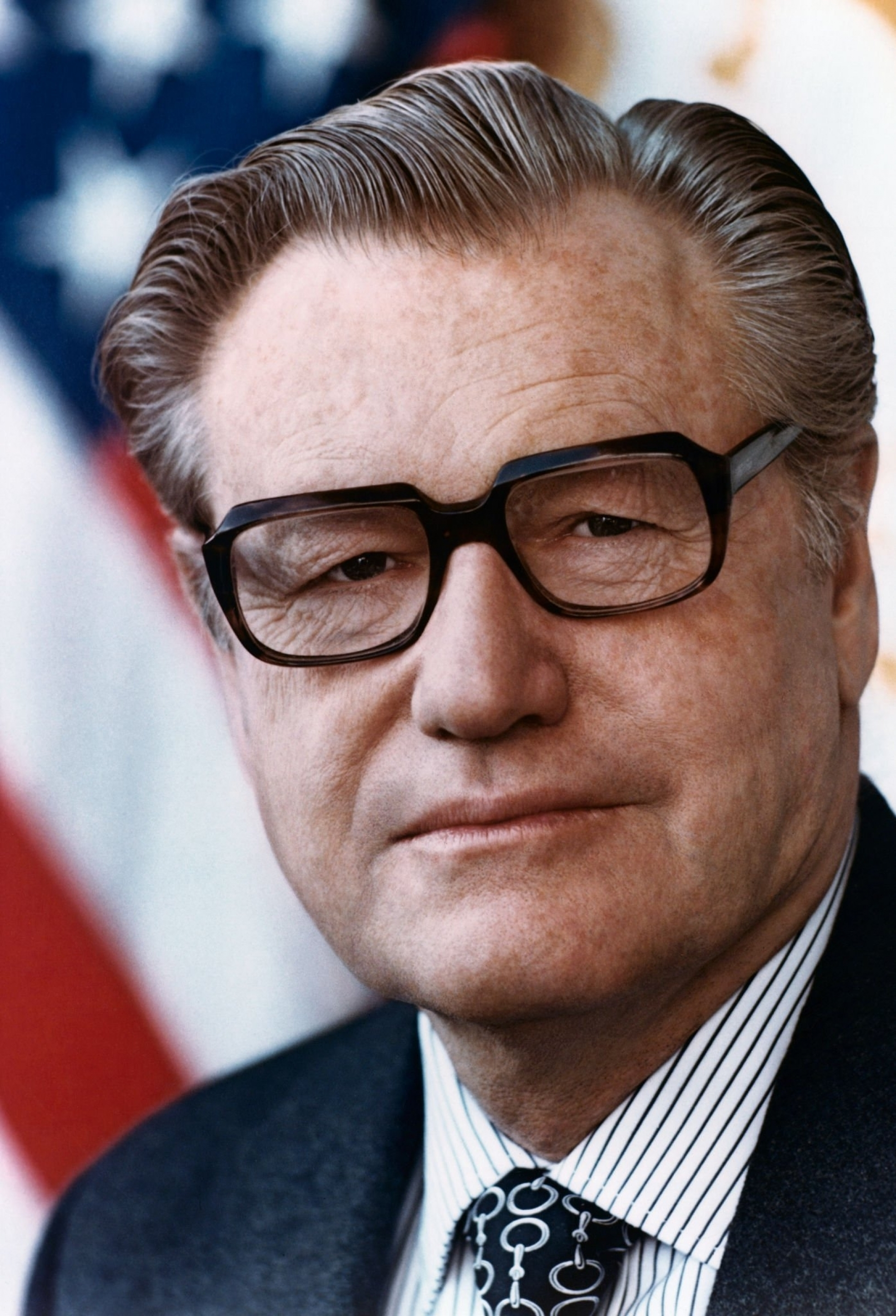
ネルソン・ロックフェラー1月26日没

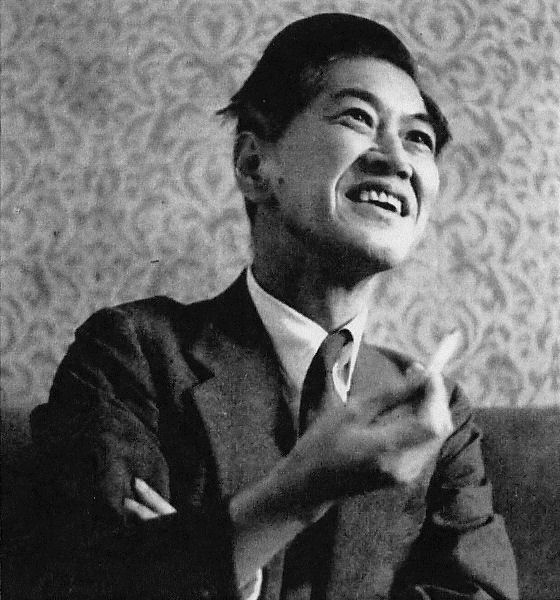
萩原雄祐1月29日没

- 1月17日 - 藤井重夫、作家（* 1916年）
- 1月19日 - 唐牛敏世、銀行家、みちのく銀行初代頭取（* 1879年）
- 1月20日 - 吉沢久嘉、俳優・声優（* 1929年）
- 1月20日 - 柏山大五郎、元大相撲力士（* 1901年）
- 1月22日 - 野村平爾、労働法学者（* 1902年）
- 1月23日 - 大田黒元雄、音楽評論家（* 1893年）
- 1月23日 - 佐々部晩穂、実業家（* 1893年）
- 1月24日 - 赤松俊秀、日本史学者（* 1907年）
- 1月26日 - ネルソン・ロックフェラー、政治家、第41代アメリカ合衆国副大統領（* 1908年）
- 1月28日 - 梅川昭美、殺人犯（* 1948年）
- 1月29日 - 萩原雄祐、天文学者（* 1897年）
- 1月29日 - 大蔵栄一、陸軍軍人（* 1903年）